# 21 juillet aux Jeux olympiques d'été de 2020
Navigation
Juillet :
- 21
- 22
- 23
- 24
- 25
- 26
- 27
- 28
- 29
- 30
- 31

Août : 
- 1er
- 2
- 3
- 4
- 5
- 6
- 7
- 8

Le mercredi 21 juillet 2021 est le premier jour de compétitions des Jeux olympiques d'été de 2020 se déroulant à Tokyo au Japon. Toutefois, il ne s'agit pas de l'ouverture officielle de ces Jeux puisque la cérémonie d'ouverture ne se déroule que le 23 juillet, soit deux jours plus tard. En effet, depuis les Jeux de Sydney en l'an 2000 les tournois de football débutent deux jours avant la cérémonie d'ouverture en raison de contraintes liées au temps de récupération obligatoire entre les matchs et au calendrier des Jeux olympiques strictement limité à seize jours par le CIO.
Les six rencontres de la première journée du premier tour du tournoi féminin de football sont programmées pour cette première journée, de même que les trois premières rencontres du tournoi de softball.

## Programme
| Heure UTC+09:00 (Japon)                       |               |
| bleu                                          | Cérémonie     |
| neutre                                        | Épreuve       |
| or                                            | Finale        |
| orange                                        | Petite finale |
| rose                                          | Reporté       |
| gris                                          | Annulé        |
| Compétition masculine                         | Hommes        |
| Compétition féminine                          | Femmes        |
| Compétition mixte (hommes et femmes mélangés) | Mixte         |
| Compétition en couple (1 homme et 1 femme)    | Couple        |
| modifier                                      |               |

| Horaire | Discipline Spécialité | Discipline Spécialité    | Discipline Spécialité | Phase                      | Résultats                        | Références             |
| ------- | --------------------- | ------------------------ | --------------------- | -------------------------- | -------------------------------- | ---------------------- |
| 9 h     |                       | Softball Tournoi féminin | Compétition femmes    | Tour préliminaire          | Australie 1 - 8 Japon            | [ Feuille de match 1 ] |
| 12 h    |                       | Softball Tournoi féminin | Compétition femmes    | Tour préliminaire          | Italie 0 - 2 États-Unis          | [ Feuille de match 2 ] |
| 15 h    |                       | Softball Tournoi féminin | Compétition femmes    | Tour préliminaire          | Mexique 0 - 4 Canada             | [ Feuille de match 3 ] |
| 16 h 30 |                       | Football Tournoi féminin | Compétition femmes    | Tour préliminaire Groupe E | Grande-Bretagne 2 - 0 Chili      | [ Feuille de match 4 ] |
| 17 h    |                       | Football Tournoi féminin | Compétition femmes    | Tour préliminaire Groupe F | Chine 0 - 5 Brésil               | [ Feuille de match 5 ] |
| 17 h 30 |                       | Football Tournoi féminin | Compétition femmes    | Tour préliminaire Groupe G | Suède 3 - 0 États-Unis           | [ Feuille de match 6 ] |
| 19 h 30 |                       | Football Tournoi féminin | Compétition femmes    | Tour préliminaire Groupe E | Japon 1 - 1 Canada               | [ Feuille de match 7 ] |
| 20 h    |                       | Football Tournoi féminin | Compétition femmes    | Tour préliminaire Groupe F | Zambie 3 - 10 Pays-Bas           | [ Feuille de match 8 ] |
| 20 h 30 |                       | Football Tournoi féminin | Compétition femmes    | Tour préliminaire Groupe G | Australie 2 - 1 Nouvelle-Zélande | [ Feuille de match 9 ] |

#### Feuilles de match
1. ↑  (en) « Softball - First Round - Match 1 AUS vs JPN - Match report », sur olympics.com, 21 juillet 2021
2. ↑  (en) « Softball - First Round - Match 2 ITA vs USA - Match report », sur olympics.com, 21 juillet 2021
3. ↑  (en) « Softball - First Round - Match 3 MEX vs CAN - Match report », sur olympics.com, 21 juillet 2021
4. ↑  (en) « Football Women - First Round Group E - Match 1 GBR vs CHI - Match report », sur olympics.com, 21 juillet 2021
5. ↑  (en) « Football Women - First Round Group F - Match 2 CHN vs BRA - Match report », sur olympics.com, 21 juillet 2021
6. ↑  (en) « Football Women - First Round Group G - Match 3 SWE vs USA - Match report », sur olympics.com, 21 juillet 2021
7. ↑  (en) « Football Women - First Round Group E - Match 4 JPN vs CAN - Match report », sur olympics.com, 21 juillet 2021
8. ↑  (en) « Football Women - First Round Group F - Match 5 ZAM vs NED - Match report », sur olympics.com, 21 juillet 2021
9. ↑  (en) « Football Women - First Round Group G - Match 6 AUS vs NZL - Match report », sur olympics.com, 21 juillet 2021